# August-Brücke
 (juillet 2025).
Pour plus de détails, voir Fiche technique et Distribution.
August-Brücke (en français, Le Pont Auguste) est un court métrage documentaire muet français réalisé en 1896 et produit par la Société Lumière.

## Description
Circulation intense à l'entrée d'un pont à Dresde en Allemagne. Un policier, bien visible par sa grande taille, garde l'entrée du pont et surveille la circulation.

## Remarque
Le pont qui nous intéresse ici a été construit sous le règne d'Auguste le Fort  prince-électeur de Saxe et roi de Pologne au début du XVIIIe siècle, auquel il donne son nom. Ce souverain est aussi connu pour ses quelques 350 enfants naturels qu'il aurait eu de ses tumultueuses aventures amoureuses.

## Fiche technique
- Titre original : August-Brücke
- Titre en France : August-Brücke
- Réalisation : Inconnu
- Production : Société Lumière
- Lieu de tournage : Dresde (Allemagne)
- Pays d'origine :  France
- Vue no  : 231
- Genre : Documentaire
- Format : Court métrage — Muet — Noir et blanc
- Durée : 41 s
- Date de réalisation : 1896
- Dates de sortie :
  - France :  20 juin 1896

## Sources
- Catalogue Lumière, « August-Brücke » (consulté le 9 février 2024).